# Ludger Lütkehaus
Ludger Lütkehaus (Cloppenburg, 17 dicembre 1943 – Friburgo in Brisgovia, 22 novembre 2019) è stato un filosofo e storico della letteratura tedesco.

## Biografia
Ludger Lütkehaus era il quarto figlio dell'impiegato Eduard Lütkehaus e di sua moglie Ida Lütkehaus. Dopo aver frequentato la scuola elementare di Cloppenburg dal 1950 al 1954 e la sezione classica del Clemens-August-Gymnasium Cloppenburg dal 1954 al 1963, completò gli studi successivi in tedesco, filosofia, educazione e storia presso l'Albert-Ludwigs-Universität di Friburgo nel 1968. Nel 1976 conseguì il dottorato nello stesso ateneo con una tesi su Friedrich Hebbel realizzata sotto la supervisione di Hans Peter Herrmann. In seguito, ottenne l'abilitazione all'insegnamento universitario in germanistica moderna presso l'Università di Siegen sotto la direzione di Helmut Kreuzer con un'altra tesi su Hebbel. Negli anni Ottanta insegnò qui e all'Emory University di Atlanta. All'Università di Friburgo Lütkehaus insegnò letteratura tedesca moderna come professore onorario.
Nel 1997 Lütkehaus fu professore ospite nella cattedra intitolata in onore di Max Kade all'Università del Wisconsin a Madison. È stato membro del PEN-Zentrum Deutschland e curatore della raccolta delle opere di Arthur Schopenhauer.
Il suo libro Nichts (Zurigo 1999) suscitò grande attenzione. Riferendosi a Heidegger, Lütkehaus parla dell'oblio del nulla come di una malattia occidentale che deve essere innanzitutto curata, contrappone il principio del nulla a Ernst Bloch e gli dedicò il capitolo Pathodizee des Kerkers oder Von der Ontologie zur Ontoerotik: Die Frau als Nichts und Loch (Patodicea della prigione o Dall'ontologia all'ontoerotismo: la donna come nulla e buco). Secondo Günther Neumann, si trattò di uno studio "di orientamento più letterario e rimane filosoficamente superficiale".
Nel 2001, Lütkehaus pubblicò un "saggio biografico" su Paul Rée, amico di Nietzsche  dal quale fu influenzato, insieme a Günther Anders.
Lütkehaus si professava ateo ed era membro del consiglio scientifico della Fondazione Giordano Bruno.
Si spense a Friburgo nel novembre 2019, all'età di 75 anni, dopo una lunga e grave malattia. Nel suo tributo per la Neue Zürcher Zeitung, il filosofo Andreas Urs Sommer scrisse: 
Nel 2020, il patrimonio filosofico, scientifico e letterario e la biblioteca scientifica di Ludger Lütkehaus furono trasferiti al Centro di documentazione Nietzsche della Nietzsche-Gesellschaft di Naumburg, dove sono disponibili per la ricerca.

## Pubblicazioni

### Monografie
- 1992: »O Wollust, o Hölle«. Die Onanie. Stationen einer Inquisition. Fischer Taschenbuch Verlag, Frankfurt am Main. ISBN 3-596-10661-3
- 1992: Hegel in Las Vegas. Amerikanische Glossen. Freiburg, Rombach, ISBN 978-3-7930-9088-5
- 1993: Dieses wahre innere Afrika. Texte zur Entdeckung des Unbewußten vor Freud. Fischer, Frankfurt am Main, ISBN 3-596-26582-7
- 1999: Nichts. Haffmans Verlag, Zürich, ISBN 3-251-00446-8
  - 2010, Rev. Neuauflage: Nichts. Abschied vom Sein, Ende der Angst. Haffmans Verlag bei Zweitausendeins, ISBN 978-3-86150-922-6
- 2004: Nirwana in Deutschland. Von Leibniz bis Schopenhauer. DTV, München, ISBN 3-423-34127-0
- 2006: Natalität. Philosophie der Geburt. Die Graue Edition, Kusterdingen, ISBN 978-3-906336-47-3
- 2008: Vom Anfang und vom Ende. Zwei Essays. Suhrkamp (Bibliothek der Lebenskunst);[12] Insel Verlag Frankfurt am Main, ISBN 978-3-458-17395-3[13]
- 2014: Ruhe. Größe. Sonnenlicht. Friedrich Nietzsche in Sils-Maria (Mit Fotografien von A. T. Schaefer). Libelle-Verlag, Lengwil (CH), ISBN 978-3-905707-58-8
- 2014: Das nie erreichte Ende der Welt. Erzählungen von letzten und den ersten Dingen, Corso Verlag, Wiesbaden, ISBN 978-3-7374-0703-8

### Come curatore (selezione)
- 1991: Die Schopenhauers. Der Familien-Briefwechsel von Adele, Arthur, Heinrich Floris und Johanna Schopenhauer. Haffmans Verlag, Zürich, ISBN 3-251-20115-8
- 1996: Das Buch als Wille und Vorstellung. Arthur Schopenhauers Briefwechsel mit Friedrich Arnold Brockhaus. C. H. Beck, München, ISBN 3-406-40956-3
- 2002: Günther Anders: Übertreibungen in Richtung Wahrheit. Stenogramme, Glossen, Aphorismen. Hrsg. und mit einem Vorwort von Ludger Lütkehaus. Verlag C. H. Beck, München, ISBN 3-406-47612-0
- 2003: Hannah Arendt: Der Liebesbegriff bei Augustin. Versuch einer philosophischen Interpretation. Philo, Berlin Wien 2003, ISBN 3-86572-343-8, Vorwort S. 7–18, zweite Auflage 2005
- 2003: Arthur Schopenhauer. Über Schriftstellerei und Stil. Alexander Verlag Berlin
- 2006: Genug von meinen Schweinereien. Freud zum Vergnügen Reclam-Verlag Ditzingen, ISBN 978-3-15-018331-1
- 2007: Mythos Medea. Texte von Euripides bis Christa Wolf. Wie vor, ISBN 978-3-15-020006-3
- 2010: Arthur Schopenhauer. Ich bin ein Mann, der Spaß versteht. Einsichten eines glücklichen Pessimisten. DTV München, ISBN 978-3-423-13910-6.

## Premi e riconoscimenti
- 1979: Premio speciale della Società Schopenhauer;
- 1996: Premio del libro e della cultura;
- 2007: Premio Robert Mächler;
- 2009: Premio Friedrich Nietzsche del Land Sassonia-Anhalt.